# Tate Liverpool
Tate Liverpool is een museum in Liverpool dat, samen met Tate St Ives, Tate Britain en Tate Modern, deel uitmaakt van de Tate-groep. Het museum was een initiatief van de Merseyside Development Corporation. Tate Liverpool werd gecreëerd om ruimte te scheppen voor exposities van de Tate Collection, die werken omvat van de nationale collectie van Britse kunst vanaf 1500 tot heden, alsmede klassiek moderne en hedendaagse kunst.
Het museum werd geopend in 1988 en is gehuisvest in een gerenoveerd pakhuis in Albert Dock in Liverpool. De architectuur was van James Stirling, maar reeds in 1998 vonden er grote aanpassingen plaats om aanvullende tentoonstellingsruimte te maken.
Het museum beschikt niet over een eigen collectie en heeft jaarlijks een programma van tijdelijke exposities. 2008 stond in het teken van Liverpool Culturele hoofdstad van Europa 2008 met onder andere een tentoonstelling rond Niki de Saint Phalle.